# Будрайтис, Юозас Станиславас
Юо́зас Станиславас Будра́йтис (лит. Juozas Budraitis; 6 октября 1940, Лепинай, Шяуляйский уезд, Литовская ССР, СССР) — советский и литовский актёр театра и кино; народный артист Литовской ССР (1982), лауреат Национальной премии Литвы в области культуры и искусства (2013). Атташе по культуре Посольства Литвы в России (1996-2011).

## Биография
Родился 6 октября 1940 года в многодетной семье крестьянина. Юозас был старшим из пяти детей, у него есть два брата и две сестры. В 1945 году семья переехала в Клайпеду, а в 1955 году в Швекшне. Участвовал в школьной самодеятельности, был исключён из 9-го класса за хулиганство, работал плотником в Клайпеде.
Отслужив срочную службу в рядах Советской Армии, поступил на юридический факультет Вильнюсского университета.
Дебютировал в кино в 1961 году в эпизоде фильма «Когда сливаются реки». Обучаясь на 3-м курсе университета, был приглашён режиссёром Витаутасом Жалакявичюсом на роль Йонаса в знаменитый фильм «Никто не хотел умирать», сделавший его популярным. Переведясь на заочное отделение университета (которое окончил в 1969 году), начал активно сниматься, в том числе за рубежом.
С 1969 года актёр Литовской киностудии. Яркий представитель «литовской школы».
В 1976—1978 годах учился на Высших курсах сценаристов и режиссёров при Госкино СССР в Москве, в мастерской  Витаутаса Жалакявичюса. Затем  был приглашён на работу в Каунасский драматический театр своим сокурсником — главным режиссёром КДТ Йонасом Вейткусом. На этой сцене, где служил до 1988 года, сыграл ряд серьёзных театральных ролей.
Режиссёрская карьера Будрайтиса не сложилась после фактического провала его дебютного фильма «Город птиц» (1982, по рассказу Юрия Олеши).
С 1996 по 2011 год — атташе по культуре посольства Литвы в России, министр-советник посольства.
В 2010-х продолжал активно сниматься в литовских и российских телесериалах.

## Семья
Отец — Станиславас (Стасис) Будрайтис
Мать — Стася Будрайтите
Жена (с 1968) — Вита Палецките, окончила химический факультет Вильнюсского университета, инженер—химик.
- Сын — Мартинас Будрайтис (род. 1969), литовский актер и театральный режиссер. С 2010 года генеральный директор Литовского национального театра драмы. Был женат с 1989 до 2011 год на художнике и сценографе Юрате Паулекайте (1962—2011).
  - Внук — Миколас Будрайтис (род. 1992)

- Дочь — Юстина Будрайтите, живёт и работает в Лондоне, замужем.

## Творчество

### Роли в театре
- 1980 — «Строитель Сольнес» Г. Ибсена — Сольнес
- 1980 — «Шарунас» В. Креве — князь Шарунас
- 1982 — «Синие кони на красной траве» Михаила Шатрова — Ленин
- 1983 — «Калигула» Альбера Камю — Хереа
- 1985 — «Рядовые» А. А. Дударева — Дервоед
- 1985 — «Ричард II» Шекспира — король Ричард II
- 1986 — «Дом для престарелых» М. Корреса — Никос

Режиссёр всех постановок — Йонас Вайткус.

### Роли в кино
- 1961 — Когда сливаются реки — парень в бригаде Йонаса
- 1966 — Никто не хотел умирать — сын Йонас (дублирует Юрий Соловьёв)
- 1966 — Колодец — Матас Кряуза, хуторянин
- 1967 — Девушка в чёрном — Танель, молодой рыбак
- 1968 — Щит и меч — капитан фон Дитрих (в 3-й серии — майор) (озвучивание — Александр Граве)
- 1968 — Чувства — Андрюс
- 1968 — Служили два товарища — член штаба красных
- 1969 — Да будет жизнь! — Альбинас
- 1969 — Колония Ланфиер / Kolonie Lanfieri (ЧССР) — Горн
- 1969 — Июнь, начало лета — Науекайтис, управляющий треста
- 1969 — Белые дюны — отец
- 1970 — Вся правда о Колумбе — Пабло, революционер
- 1970 — Мужское лето — братья Зигмас и Альгис Альсисы
- 1970 — Король Лир — король французский
- 1971 — Эта проклятая покорность — Микалюкас, деревенский скрипач
- 1971 — Рудобельская республика — Соловей
- 1971 — Маленькая исповедь — спасатель Мартас
- 1972 — Четвёртый — Бен Кроу
- 1972 — Это сладкое слово — свобода! — Фелисио, шантажист (озвучивает Валентин Никулин)
- 1973 — С тобой и без тебя — Фёдор Базырин
- 1973 — Чёрный капитан — Брассар, коммерсант из Франции
- 1973 — Человек в штатском — Сергей, разведчик
- 1974 — Блокада — Данвиц, немецкий майор
- 1975 — Садуто-туто — Пятрас, скульптор
- 1975 — Время-не-ждёт — Элам Харниш, «Время-не-ждёт»
- 1976 — Легенда о Тиле — Трелон, адмирал
- 1976 — Подранки — Алексей Бартенев (озвучил Николай Губенко)
- 1977 — Жизнь и смерть Фердинанда Люса — Ганс Дорнброк (озвучил Родион Нахапетов)
- 1977 — Потерянный кров — Гедиминас Джюгас
- 1977 — Враги — Николай Скроботов
- 1978 — Бархатный сезон — Николас, Николай Шухов (озвучивание — Николай Губенко)
- 1978 — Маркиз и пастушка — Марсель
- 1978 — Кентавры — Раймон
- 1979 — Инспектор Гулл — инспектор Гулл (озвучил Владимир Ферапонтов)
- 1979 — Ждите «Джона Графтона» — Адельберг
- 1980 — Миллионы Ферфакса — Антони Ферфакс, миллионер
- 1980 — Карл Маркс. Молодые годы — Арнольд Руге
- 1980 — Большое ночное купание / Golyamoto noshtno kapane (Болгария) — Валентин Стефанов, инженер
- 1980 — Жизнь прекрасна — Гомес (озвучивает Феликс Яворский)
- 1980 — Факт — лейтенант Юзефас Шакнис
- 1981 — Опасный возраст — Наркиc Михайлович Родимцев (озвучил Иннокентий Смоктуновский)
- 1982 — Кража — Говард Нокс (озвучил Родион Нахапетов)
- 1982 — Медовый месяц в Америке — Джордж Стикер
- 1982 — Послезавтра, в полночь — Пчелинцев
- 1982 — Никколо Паганини — Гектор Берлиоз
- 1982 — Загадка колонии беглецов / Die Kolonie (ГДР) — Лопес, комиссар
- 1983 — Карусель — Лев Сергеевич, учёный-химик (озвучил Александр Кайдановский)
- 1983 — Возвращение с орбиты — Кузнецов, космонавт
- 1983 — Полёт через Атлантический океан — Нанжессер
- 1984 — Богач, бедняк… — Дентон
- 1984 — Европейская история — Николс
- 1984 — Исповедь его жены — Йонас
- 1984 — Последний визит — Джек (озвучил Сергей Шакуров)
- 1985 — День гнева — Бетли, журналист
- 1985 — Битва за Москву — Рихард Зорге
- 1986 — Все против одного — Джерри Джексон
- 1986 — Игра хамелеона — Сибилло
- 1987 — Воскресный день в аду — немецкий генерал
- 1987 — Загон — Гарднер, посол США
- 1987 — Русалочьи отмели — Клемент Бентсон
- 1988 — 13-й апостол — капитан Амос
- 1988 — Лапта (короткометражный)
- 1988 — Грешник — рабочий-токарь Пётр Иванович Маслов (озвучил Альберт Филозов)
- 1988 — Дом без выхода — Старо
- 1989 — Кошкодав Сильвер — Он
- 1989 — Месть
- 1989 — Под небом голубым… — Соболев-старший (озвучил Иннокентий Смоктуновский)
- 1989 — Загадка Эндхауза — Чарльз Вайз
- 1990 — Наша дача — Гена Козлов
- 1990 — Прости нас, мачеха Россия — Русаков
- 1991 — Безумная Лори — Эндрю Макдьюи
- 1991 — Не спрашивай меня ни о чём — Кирилл
- 1991 — След дождя — Андрей Андреевич Бергер
- 1993 — Аномалия — Александр Картин
- 1993 — Трагедия века (сериал) — Рихард Зорге
- 1994 — Дом на камне
- 1994 — Обаяние дьявола
- 1995 — Я не знаю, кто я
- 1997 — Мытарь — Олег Александрович
- 1998 — Классик — Андрей Андреевич Савицкий (озвучил Всеволод Абдулов)
- 1999 — Русский бунт — губернатор Оренбурга
- 2000 — ДМБ — генерал-лейтенант авиации (озвучил Рудольф Панков)
- 2000 — Чёрная комната — Юозас (новелла «Месть сладка»)
- 2001 — Коллекционер
- 2001 — Русские амазонки (сериал)
- 2001 — Даун Хаус — генерал Епанчин (озвучил Борис Химичев)
- 2002 — Литовский транзит (сериал) — Визгирда
- 2003 — Москва. Центральный округ (сериал) — отец Нийоле
- 2003 — Дневной представитель — Дарлак, граф
- 2003 — Анастасия Слуцкая — Фердинанд
- 2004 — Зимний роман — Иван Ильич (озвучил Альберт Филозов)
- 2004 — Ключи от бездны — Вольдемар Каминский (озвучил Альберт Филозов)
- 2004 — Гибель империи (сериал) — Кранц
- 2004 — Медная бабушка — Рейхман
- 2005 — Сага древних булгар. Сказание Ольги Святой
- 2005 — Сага древних булгар. Лествица Владимира Красное Солнышко — Асмуд, боярин
- 2005 — КГБ в смокинге — Гескин, барон
- 2005 — Арье
- 2006 — Погоня за ангелом — Пётр Архангельский
- 2006 — Плата за любовь — Георгий Матвеевич
- 2007 — Волкодав из рода Серых Псов — Дунгорм
- 2007 — Танкер «Танго» (сериал)
- 2007 — Грех — старик
- 2007 — Формула стихии (сериал) — Силин
- 2007 — Долг — старик
- 2008 — Фото моей девушки — Александр Иванович, фотограф, он же дядя Саша, муж тёти Тани
- 2008 — Апостол — Штайнгниц
- 2009 — Первая попытка — Ростислав Алексеевич, министр
- 2009 — Северный ветер — Карл Рейсман
- 2009 — Чёрная молния — Михаил Елизаров, изобретатель
- 2009 — Кромовъ — управляющий на складах
- 2009 — Правдивая история об Алых парусах — сказочник
- 2010 — Химик — Генри
- 2010 — Про любоff — отец Лены
- 2011 — Две дамы в Амстердаме
- 2011 — Поединки: Выбор агента Блейка — епископ Купер
- 2011 — Которого не было — учёный
- 2013 — Дело чести — Степан Михайлович Воронов (Ворон), криминальный авторитет
- 2013 — Нюхач — Локмус
- 2013 — Дримс — водитель грузовика
- 2014 — Звезда — старик
- 2014 — Белые Росы. Возвращение — Андрей Федосович Ходас, обитатель хутора (озвучивает Владимир Грицевский)
- 2015 — Сладкое прощание Веры — командир авиалайнера
- 2017 — Сын — Йохан, отец Тимо
- 2020 — Ход королевы / The Queen’s Gambit — старик
- 2022 — Агеев — Улоф Иыги, учёный-физик, отец Агеева

## Награды и премии
- Большой командорский крест ордена «За заслуги перед Литвой» (14 июня 2012 года)[1]
- Командорский крест ордена «За заслуги перед Литвой» (19 февраля 2003 года)[2]
- Орден Почёта (Россия, 5 октября 2010 года) — за большой вклад в развитие российско-литовского культурного сотрудничества[3]
- Орден Дружбы (Россия, 23 октября 2000 года) — за большой вклад в сохранение и развитие российско-литовского сотрудничества в области культуры[4]
- Орден «За заслуги» III степени (Украина, 5 ноября 1998 года) — за весомый личный вклад в развитие украинско-литовского сотрудничества[5]
- Народный артист Литовской ССР (1982)[6]
- Заслуженный артист Литовской ССР (1974)
- Национальная премия Литвы в области культуры и искусства (2013)[7]
- Царскосельская художественная премия (18 октября 2011 года) — «За тонкий интеллигентный психологизм»[8]
- Международная премия «Балтийская звезда» (2011)[9]
- Медаль «За заслуги на дипломатической службе Литвы» (17 сентября 2010 года)[10]
- Национальная премия «Серебряный журавль» в номинации «Лучший актёр» за фильм «Сад Эдема» (2016)